# H2 Database
H2 Databaseとは、Javaプラットフォーム上で動く、ACID関係データベース。オープンソース。
作者のThomas Muellerは昔、HSQLDBを開発していた。

## 特徴
- JDBC、Hibernate、ODBCなどからアクセスが出来る。
- 組み込みモードでも、クライアント・サーバーモードでも動作する。
- Pure Java であり、GIJ や IKVM.NET でも動作する。
- サイズが小さく、約 1MB である。
- MultiVersion Concurrency Control（MVCC）に対応している。
- インメモリデータベース、暗号化データベースを作れる。
- クラスタリングや分散トランザクション（2相コミット）に対応している。